# قاعدة بلد الجوية
قاعدة بلد الجوية (قاعدة البكر الجوية سابقاً) أكبر قاعدة جوية في العراق تبعد 64 كلم شمال بغداد أسستها وبنتها شركات يوغسلافية في منتصف عقد الثمانينات من القرن العشرين، وتبلغ مساحتها حوالي 25 كلم مربع، ويحيطها سياج أمني طوله 20 كلم، وتتألف القاعدة من مدرجين للإقلاع والهبوط طول الأول 3,503م والثاني 3,504م، بالإضافة إلى 39 ملجأ محصن للطائرات.
وخلال فترة الحرب العراقية الإيرانية كانت قاعدة بلد مقراً لسربين من طائرات ميغ-23.

## بعدغزو العراق2003
خلال حرب العراق، تعرضت القاعدة الجوية إلى قصف جوي مكثف خلال عام 2003، واسُتخدمت القاعدة من قبل قوات الجيش الأمريكي على نطاق واسع حيث كانت مركز النقل والتموين الرئيسي لقوات التحالف في العراق، وأنشئت فيها مستشفى ميداني لمعالجة جرحى القوات الأمريكية.
في صيف عام 2008 اسُتخدمت القوات الأمريكية القاعدة كمحرقة ومطمر للنفايات الكيماوية والطبية حيث أتلفت 140 طن من النفايات يومياً.
استلم الجيش العراقي القاعدة في 8 تشرين الثاني /نوفمبر 2011 .

## بعد عام 2011
أصبحت قاعدة بلد مقراً لسرب طائرات إف-16 المستوردة من الولايات المتحدة حيث استقبلت القاعدة أول دفعة من هذه الطائرات في يوم 13 تموز 2015.

## عام 2020
تعرضت القاعدة الجوية لهجوم بالصواريخ في 12 كانون الثاني 2020، وذكر الجيش العراقي في بيان أن ثمانية صواريخ كاتيوشا أطلقت على القاعدة، وذكر البيان إصابة أربعة من منتسبي القوة الجوية العراقية بينهم ضابطان اثنان، ولم يذكر البيان الجهة المسؤولة عن الهجوم، وأعرب وزير الخارجية الأميركي مايك بومبيو عن «غضبه» جراء الهجوم الصاروخي على القاعدة التي تتواجد فيها قوات أميركية، وحمّلت الولايات المتحدة سابقا مسؤولية هجمات مماثلة إلى جماعات مدعومة من إيران في العراق.